# Astragalus hedgeanus
Astragalus hedgeanus är en ärtväxtart som beskrevs av Dieter Podlech. Astragalus hedgeanus ingår i släktet vedlar, och familjen ärtväxter. Inga underarter finns listade i Catalogue of Life.